# Funkhouseria quadripunctata
Funkhouseria quadripunctata är en insektsart som först beskrevs av Walker 1858.  Funkhouseria quadripunctata ingår i släktet Funkhouseria och familjen spottstritar. Inga underarter finns listade i Catalogue of Life.